# Candy Clark
Candace June Clark, nota come Candy Clark (Norman, 20 giugno 1947), è un'attrice statunitense.

## Biografia
Nata a Norman, in Oklahoma, da Ella Padberg e Thomas Clark, ha frequentato la Trimble Tech High School a Fort Worth, in Texas. A 18 anni si trasferisce a New York per lavorare come fotomodella. Ha avuto una relazione di quattro anni con l'attore Jeff Bridges, conosciuto sul set del film Città amara - Fat City (1972). È stata sposata con Marjoe Gortner dal 1978 al 1979 e con Jeff Wald dal 1987 al 1988.
Ha interpretato il ruolo di Debbie in American Graffiti (1973) di George Lucas, che le è valso la candidatura all'Oscar alla miglior attrice non protagonista; ha ripreso il ruolo nel sequel del 1979, American Graffiti 2. Ha partecipato a L'uomo che cadde sulla Terra (1976), Tuono blu (1983), che le è valso il Saturn Award per la miglior attrice non protagonista, L'occhio del gatto (1985), Benvenuti a Radioland (1994) e A distanza ravvicinata (1986), a fianco di Sean Penn. Nel 2007 ha avuto un ruolo minore nel thiller Zodiac di David Fincher.

## Filmografia parziale

### Cinema
- Città amara - Fat City (Fat City), regia di John Huston (1972)
- American Graffiti, regia di George Lucas (1973)
- Sì, sì... per ora (I Will... I Will... For Now), regia di Norman Panama (1976)
- L'uomo che cadde sulla Terra (The Man Who Fell to Earth), regia di Nicolas Roeg (1976)
- Citizens Band, regia di Jonathan Demme (1977)
- Marlowe indaga (The Big Sleep), regia di Michael Winner (1978)
- American Graffiti 2 (More American Graffiti), regia di Bill L. Norton (1979)
- Il serpente alato (Q), regia di Larry Cohen (1982)
- Tuono blu (Blue Thunder), regia di John Badham (1983)
- Hambone and Hillie, regia di Roy Watts (1984)
- Amityville 3D (Amityville 3-D), regia di Richard Fleischer (1983)
- L'occhio del gatto (Cat's Eye), regia di Lewis Teague (1985)
- A distanza ravvicinata (At Close Range), regia di James Foley (1986)
- Blob - Il fluido che uccide (The Blob), regia di Chuck Russell (1988)
- Buffy l'ammazzavampiri (Buffy the Vampire Slayer), regia di Fran Rubel Kuzui (1992)
- Benvenuti a Radioland (Radioland Murders), regia di Mel Smith (1994)
- Niagara, Niagara, regia di Bob Gosse (1997)
- Cherry Falls - Il paese del male (Cherry Falls), regia di Geoffrey Wright (2000)
- Zodiac, regia di David Fincher (2007)
- The Informant!, regia di Steven Soderbergh (2009)

### Televisione
- James Dean, regia di Robert Butler – film TV (1976)
- Magnum, P.I. – serie TV, 2 episodi (1985-1986)
- Baywatch Nights – serie TV, episodio 1x05 (1995)
- Twin Peaks – serie TV, 1 episodio (2017)
- Criminal Minds – serie TV, episodi 7x24-10x06-14x12 (2012-2019)

## Riconoscimenti
- Premio Oscar
  - Premi Oscar 1974 – Candidatura alla miglior attrice non protagonista per American Graffiti

## Doppiatrici italiane
Nelle versioni in italiano delle opere in cui ha recitato, Candy Clark è stata doppiata da:
- Anna Rita Pasanisi in Tuono blu, Blob - Il fluido che uccide
- Livia Giampalmo in Città amara - Fat City
- Emanuela Fallini in American Graffiti
- Flaminia Jandolo ne L'uomo che cadde sulla Terra
- Simona Izzo in American Graffiti 2
- Ludovica Modugno ne L'occhio del gatto
- Melina Martello in Criminal Minds (ep. 10x06)
- Maria Grazia Dominici in Criminal Minds (ep. 14x12)
- Mirta Pepe in Criminal Minds: Evolution